# Kvadratisk antiprisme molekylær geometri
I kemi er kvadratisk antiprisme en molekylær geometri, med ét centralt atom med otte atomer eller ligander, der er placeret i to kvadratisk pyramider, så de danner en kvadratisk antiprisme. Den har en D4d symmetri og det er en af de tre almindelige former for oktakoordineret overgangsmetal-komplekser, sammen med dodecahedron og bicapped trigonal prisme.
Ligesom andre forbindelser med højt koordinationstal bliver otte-koordinerede forbindelser ofte forvrænget fra den idealiserede geometri, som det kan ses på eksempelvis Na3TaF8. I dette tilfælde med den lille Na+ ion, hvor gitterenergien er stærk. Med den diatomiske cation NO+ er gitterenergien svagere, som for (NO)2XeF8, der krystalliserer med en mere idealiseret kvadratisk antiprisme geometri.
- Forvrænget kvadratisk antiprisme [TaF8]3− anion i Na3TaF8 gitter.[4]
- Kvadratisk antiprisme [XeF8]2− anion i gitter med nitrosonium octafluoroxenat(VI), (NO)2XeF8.[5]
- Strukturen på Bi82+ cluster i [Bi8](GaCl4)2.

## Eksempler
- XeF2−8
- IF8−
- ReF8−